# Stanisław Kania
Stanisław Kania ( phát âm tiếng Ba Lan:  (phát âm tiếng Ba Lan: [staˈɲiswaf ˈkaɲa]; ; 8 tháng 3 năm 1927 - 3 tháng 3 năm 2020) là một cựu chính trị gia cộng sản người Ba Lan . Ông giữ chức Bí thư thứ nhất của Đảng Công nhân Thống nhất Ba Lan từ tháng 9 năm 1980 cho đến khi từ chức vào tháng 10 năm 1981. Ông được thay thế bởi Thủ tướng Wojciech Jaruzelski
Kania qua đời vào ngày 3 tháng 3 năm 2020 vì bệnh viêm phổi và suy tim , 5 ngày trước sinh nhật lần thứ 93 của ông

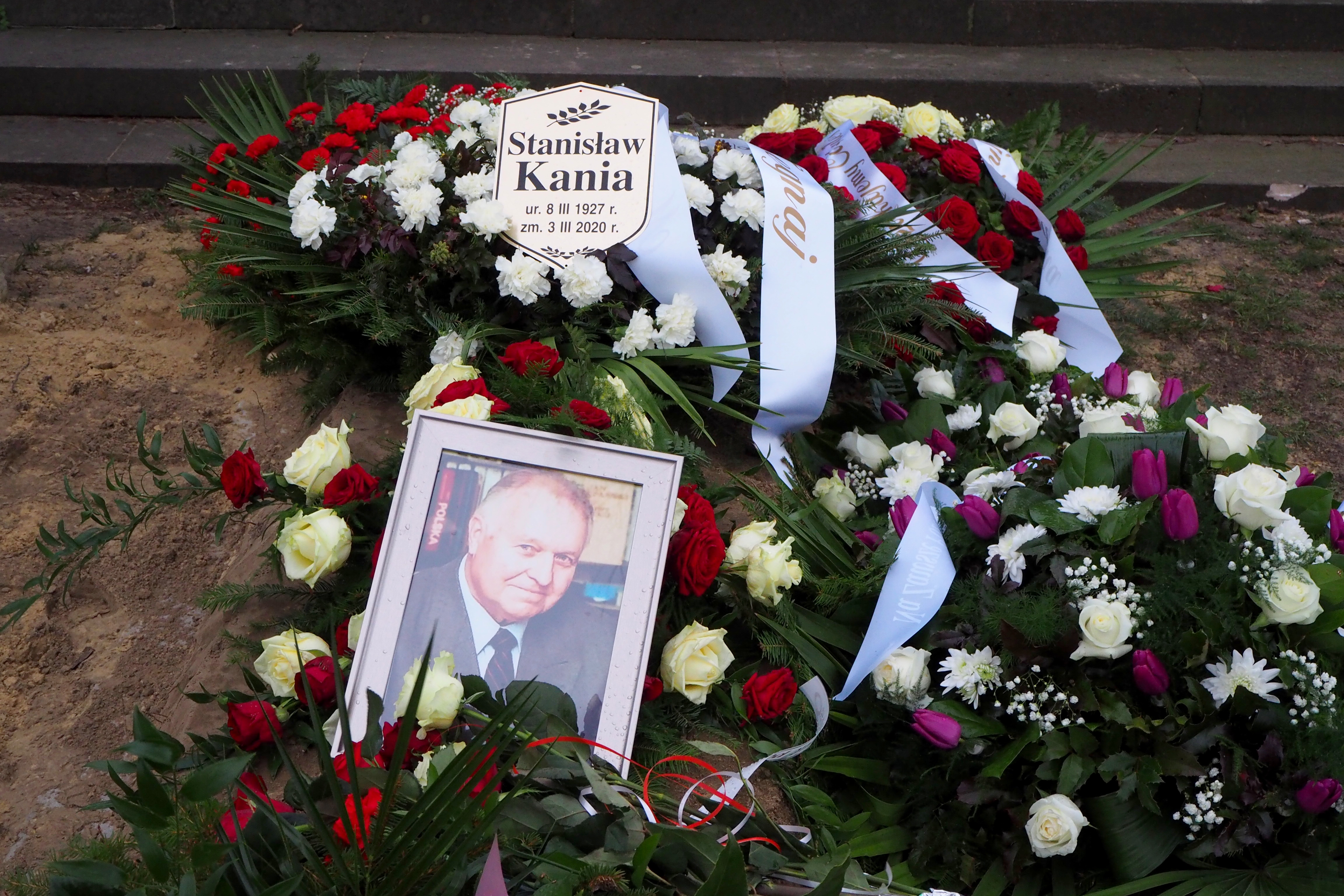
Phần mộ của chính trị gia và nhà hoạt động đảng Stanisław Kania trong ngày tang lễ tại Nghĩa trang Quân đội Powązki ở Warsaw, tháng 3 năm 2020